# Tangui
Tangui (en rus: Танги) és un poble de l'óblast de Sakhalín, a l'Extrem Orient de Rússia, que el 2013 tenia 122 habitants. Pertany al districte d'Aleksàndrovsk-Sakhalinski.